# Total Recall 2070
Total Recall 2070 est une série télévisée de science-fiction de coproduction américaine, canadienne et allemande en 22 épisodes de 42 minutes, créée par Art Monterastelli d'après une très libre adaptation de la nouvelle Souvenirs à vendre de Philip K. Dick (précédemment adaptée pour le cinéma sous le titre Total Recall) et de son roman Les androïdes rêvent-ils de moutons électriques ? (qui inspira le film Blade Runner ). Cette série fut diffusée entre le 5 janvier et le 8 juin 1999 sur OnTV et aux États-Unis sur Showtime.
En France, la série a été diffusée entre le 4 septembre 1999 et le 20 février 2000 sur Canal+, et au Québec à partir de février 2000 sur Ztélé.

## Synopsis
Dans une société relativement sans crime devenant plus que jamais dépendante de la science et de la technologie, David Hume, un enquêteur du CPB (Bureau de Protection du Citoyen) et Ian Farve, son coéquipier, enquêtent sur des faits impliquant des androïdes et Rekall, société spécialisée dans la réalité virtuelle et les implants mémoriels.

## Distribution

### Acteurs principaux
- Michael Easton (VF : David Kruger) : David Hume
- Karl Pruner (en) (VF : Philippe Vincent) : Ian Farve
- Cynthia Preston (VF : Marie-Laure Dougnac) : Olivia Hume
- Michael Rawlins (nl) (VF : Lucien Jean-Baptiste) :  Martin Ehrenthal
- Judith Krant (VF : Marjorie Frantz) : Olan Chang
- Matthew Bennett (VF : Pierre-François Pistorio) : James Calley

### Acteurs récurrents et invités
- Damon D'Oliveira (en) : détective Moralez (14 épisodes)
- Nick Mancuso : Richard Collector (pilote)

 Source et légende : version française (VF) sur RS Doublage et Doublage Séries Database

## Épisodes
1. Des machines et des rêves [1/2] (Machine Dreams [1/2])
2. Des machines et des rêves [2/2] (Machine Dreams [2/2])
3. Fantasmes meurtriers (Nothing Like the Real Thing)
4. Virus (Self-Inflicted)
5. Irrésistible (Allure)
6. Infiltration (Infiltration)
7. Le Chant de la grenouille (Rough Whimper of Insanity)
8. Première vague (First Wave)
9. Génétiquement incorrect (Baby Lottery)
10. Fièvre cérébrale (Brain Fever)
11. Faux-semblant (Begotten Not Made)
12. Le Déclin du sacré (Brightness Falls)
13. Désir brûlant (Burning Desire)
14. Projections astrales (Astral Projections)
15. Paranoïa (Paranoid)
16. Revirement (Restitution)
17. La Croisade (Bones Beneath My Skin)
18. L’Ennemi humain (Assessment)
19. Témoin oculaire (Eye Witness)
20. Effets personnels (Personal Effects)
21. Justice virtuelle (Virtual Justice)
22. Mon créateur (Meet My Maker)

## Récompenses
- Gemini Award 1999 : Meilleure photographie dans une série dramatique
- Prix Gemini 1999 : Meilleur montage sonore dans une série dramatique pour l'épisode Des machines et des rêves [1/2]